# 朴京順
朴 京順（パク・キョンスン）は、シンエイ動画に所属する女性アニメ演出家である。

## 来歴・人物
イマジネーションプロダクトに入社し、撮影としてアニメ業界入りする。その後、スタジオディーンに移って制作進行や演出助手を務め、1985年頃よりシンエイ動画に入社して本格的に演出家として活動を始める。特に『ドラえもん』『あたしンち』以降、多数の話数で絵コンテ・演出を担当した。
リニューアル後の『ドラえもん』は『ドラえもんといっしょ』（はじめての知育DVDシリーズ）を除き関わっていなかったが、2011年5月6日放送「こんなしずかちゃんイヤ!」に演出としてテレビシリーズに再登板を果たす。2014年7月11日放送「流行性ネコシャクシウイルス」に絵コンテとして登板以降は、絵コンテ・演出としてテレビシリーズに継続して参加。2023年4月よりテレビシリーズの制作チームが2班体制となったことに伴い、副監督に就任した。
長らく演出一本であったが、2017年にJ-CREWプロジェクトの一環として限定公開された『やっぱり海が好き2 -友情-』にて初監督を務めた。
初期は本名でクレジットされていたが、現在は主にパクキョンスンとカタカナで表記している。

## 参加作品

### テレビアニメ
- おはよう!スパンク（1981年 - 1982年、撮影）※朴京順名義
- うる星やつら（1981年 - 1986年、撮影）※朴京順名義
- 銀河漂流バイファム（1983年 - 1984年、演出助手）朴京順名義
- パーマン第2作（1983年 - 1985年、制作進行・絵コンテ）※朴京順名義
- オバケのQ太郎第3作（1985年 - 1987年、絵コンテ・演出）
- 三国志II 天翔ける英雄たち（1986年、演出）
- ドラえもんシリーズ
  - ドラえもん (1979年のテレビアニメ)（1986年 - 2005年、脚本・絵コンテ・演出・ED9絵コンテ）
  - ドラえもん (2005年のテレビアニメ)（2005年 - 、絵コンテ・演出・副監督[3]）
- エスパー魔美 （1987年 - 1989年、絵コンテ・演出）
- 藤子不二雄Aの夢魔子（1990年、『変身』絵コンテ）
- 内田春菊の呪いのワンピース（1992年、絵コンテ）
- 忍ペンまん丸（1997年 - 1998年、絵コンテ）
- あたしンち（2002年 - 2009年、絵コンテ・演出）
- ご姉弟物語（2009年 - 2010年、絵コンテ・演出）
- スティッチ! 〜ずっと最高のトモダチ〜（2010年 - 2011年、絵コンテ・演出）
- 黒魔女さんが通る!!（2012年、絵コンテ・演出）
- NINJAハットリくんリターンズ（2012年 - 、絵コンテ・演出）
- 新あたしンち（2016年、絵コンテ）
- 笑ゥせぇるすまんNEW（2017年、絵コンテ・演出）
- からかい上手の高木さん（2018年、絵コンテ・演出）
- からかい上手の高木さん2（2019年、絵コンテ・演出）
- ましろのおと（2021年、絵コンテ・演出）
- からかい上手の高木さん3（2022年、絵コンテ・演出）
- 僕の心のヤバイやつ（2023年、絵コンテ・演出）
- クレヨンしんちゃん（2024年 - 、絵コンテ・演出）

### 劇場アニメ
- Dr.SLUMP “ほよよ!”宇宙大冒険（1982年、撮影）※朴京順名義
- 忍者ハットリくん+パーマン 忍者怪獣ジッポウvsミラクル卵（1985年、演出助手）
- エスパー魔美 星空のダンシングドール（1988年、演出助手[4]）
- ドラえもん のび太の南海大冒険（1998年、演出[5]）
- ドラえもん のび太の宇宙漂流記（1999年、演出[5]）
- ドラえもん のび太の太陽王伝説（2000年、演出[5]）
- ドラえもん のび太と翼の勇者たち（2001年、演出[5]）
- クレヨンしんちゃん 嵐を呼ぶ モーレツ!オトナ帝国の逆襲（2001年、演出補佐）
- ドラえもん のび太とロボット王国（2002年、演出）
- ドラえもん のび太とふしぎ風使い（2003年、演出）
- 劇場版 からかい上手の高木さん（2022年、演出[6]）

### その他
- ドラえもんといっしょ（はじめての知育DVDシリーズ）
  - ドラえもんといっしょ てあそびいっぱい（2007年、演出）
  - うたってあいうえお（2007年、構成）
  - ABCでハイキング（2007年、演出）
  - ドラミちゃんとできるかな（2007年、構成）
- やっぱり海が好き2 -友情-（2017年、監督・絵コンテ・演出）